# Matterhorn-Blitz
Matterhorn-Blitz is een wildemuis-achtbaan in het Duitse pretpark Europa-Park. Hij is in 1999 gebouwd door Mack Rides en is van het model Wilde Maus met een kleine aanpassing.

## Optakeling
Matterhorn-Blitz heeft geen normale kettingoptakeling maar een verticale lift. In de liftcabine gaan 2 treinen, als ze omhoog getakeld worden gaat de andere cabine naar beneden. Eerst gaat de eerste trein de lift uit en even later de andere trein. Intussen wordt beneden de andere cabine volgeladen.

## Thema
Matterhorn-Blitz heeft een Zwitsers thema. Je loopt in de wachtrij door een Zwitserse boerderij met enkele animatronics.

## Locatie
Matterhorn-Blitz ligt in het Zwitserse deel van Europapark, naast de Schweizer Bobbahn en de Poseidon.

## Treinen

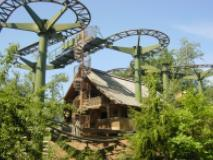
Matterhorn Blitz

Matterhorn-Blitz heeft 12 treinen. In één trein zitten 4 personen in 2 rijen met z'n tweeën naast elkaar.
Lijst van attracties in Europa-Park